# バルチ (DD-50)
|          |                                    |
| 艦歴     |                                    |
| 発注     |                                    |
| 起工     |                                    |
| 進水     | 1912年12月21日                     |
| 就役     | 1914年3月26日                      |
| 退役     | 1922年6月20日                      |
| その後   | 1935年にスクラップとして廃棄       |
| 除籍     |                                    |
| 性能諸元 |                                    |
| 排水量   | 1,036トン                          |
| 全長     | 305 ft 3 in (93 m)                 |
| 全幅     | 31 ft 2 in (9.5 m)                 |
| 吃水     | 10 ft 6 in (3.2 m)                 |
| 機関     | 重油専焼缶4基                      |
| 最大速   | 29.6ノット (55 km/h)               |
| 乗員     | 士官、兵員128名                    |
| 兵装     | 4インチ砲4門 18インチ魚雷発射管8門 |

バルチ (USS Balch, DD-50) は、アメリカ海軍の駆逐艦。エールウィン級駆逐艦の1隻。艦名はジョージ・バルチに因む。

## 艦歴
バルチはペンシルベニア州フィラデルフィアのウィリアム・クランプ・アンド・サンズ社で起工した。1912年12月21日にグレース・バルチ（バルチ提督の娘）によって命名、進水し、1914年3月26日に艦長D・C・ハンラハン少佐の指揮下就役する。
バルチは大西洋艦隊水雷小艦隊と共に数ヶ月間任務に就き、1914年7月24日にニューヨーク海軍工廠で予備役となった。任務の中には4月28日から5月3日までのメキシコ水域での活動も含まれていた。12月17日に現役復帰し、大西洋艦隊に再合流する。アメリカ合衆国が第一次世界大戦に参戦する前に中立パトロールを行っている。1916年10月8日、ロードアイランド州ニューポート沖でドイツ潜水艦に沈められたイギリスの汽船ステファーノ (Stephano) の生存者を救助した。
アメリカ合衆国が第一次世界大戦に参戦すると、バルチはヨーロッパに向けて出航、1917年11月17日にアイルランドのクイーンズタウンに到着した。クイーンズタウン戦隊に配属され、船団護衛任務に従事、1918年11月16日に帰国の途についた。1919年1月1日にバージニア州ノーフォークに帰還、通常任務に置かれる。
1921年後半に大西洋駆逐戦隊に配属され、1922年4月まで東海岸沿いに巡航する。1922年6月20日にフィラデルフィアで予備役に置かれ、1933年11月1日に除籍、1935年にスクラップとして廃棄された。